# Elizabeth Dekkers
Elizabeth Dekkers, född 6 maj 2004 i South Brisbane, är en australisk simmare.

## Karriär
I juni 2022 vid VM i Budapest slutade Dekkers på femteplats på 200 meter fjärilsim. I augusti 2022 vid samväldesspelen i Birmingham tog hon guld på 200 meter fjärilsim. I december 2022 vid kortbane-VM i Melbourne tog Dekkers brons på 200 meter fjärilsim.